# Acrasia

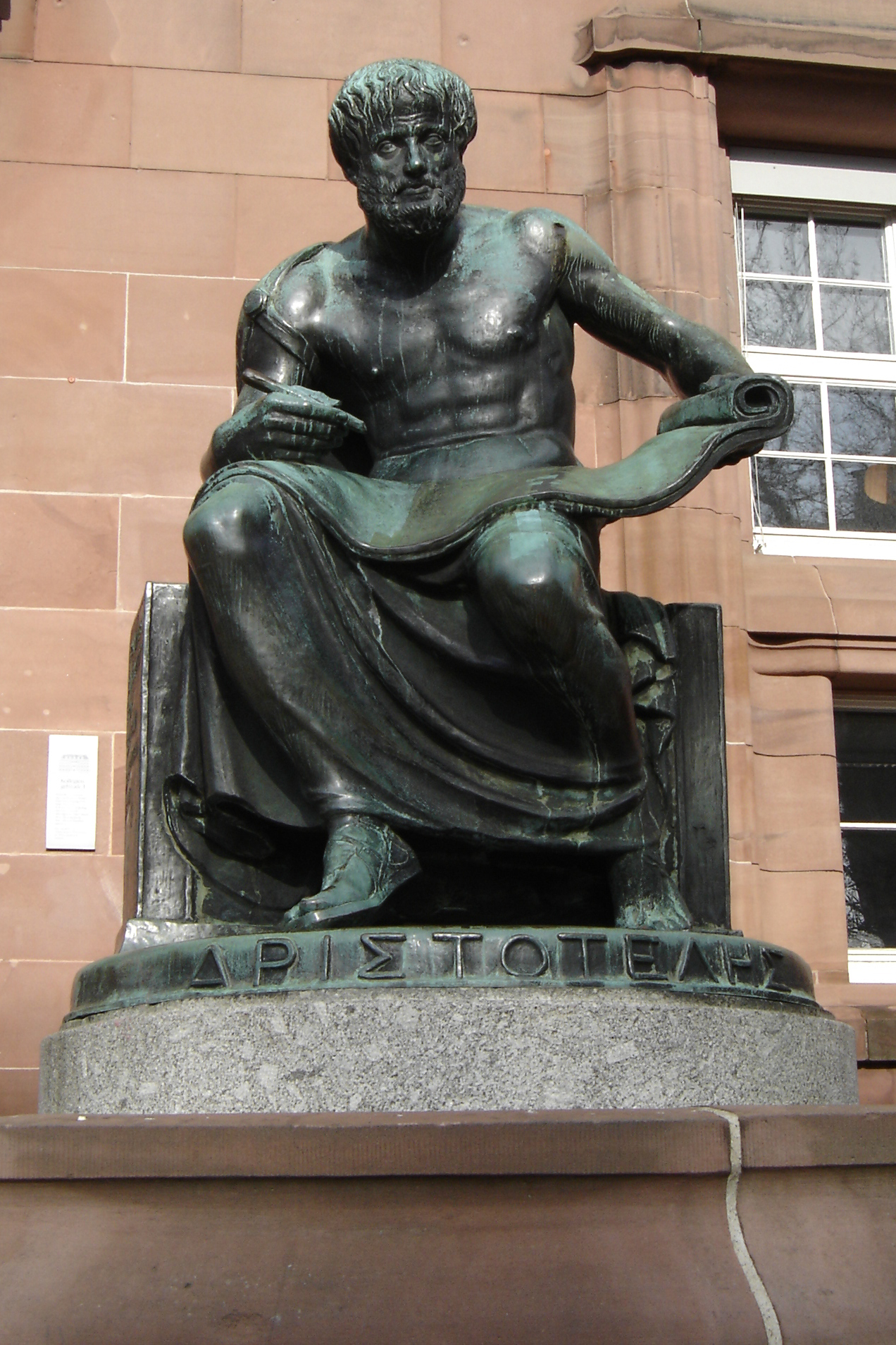
Estatua de Aristóteles. Universidad de Friburgo

Bajo acrasia (en griego antiguo: ἀκρασία akrasia, voluntad débil, descontrol, actuar contra el buen juicio) se entiende el caso de que una persona lleve a cabo una acción, aunque considere mejor una acción alternativa. El análisis de las acciones correspondientes es uno de los problemas centrales de la disciplina filosófica de la teoría de la acción, ya que las acciones acráticas parecen contradecir supuestos aparentemente plausibles sobre las acciones de las personas. Se examina si los fenómenos de acción correspondientes son compatibles con el siguiente principio, y en qué medida: Las personas, si pueden hacerlo, llevan a cabo las acciones que consideran mejores.

## Introducción

### Origen de la palabra
La palabra acrasia proviene de la filosofía griega antigua y fue acuñada como término filosófico por Aristóteles. En el diálogo Protágoras, donde Platón se refirió principalmente a Acrasia, usó predominantemente las formas verbales correspondientes; más tarde utilizó los sinónimos «akratia» y «akrateia» en algunos casos. Su antónimo «enkrateia» (autocontrol) también se puede encontrar en Platón. Etimológicamente, acrasia deriva del sustantivo kratos ‘fuerza’ o del verbo «kratein» (regla), donde el prefijo «α» niega la siguiente parte.
En la filosofía actual, los términos acrasia y voluntad débil se utilizan en gran medida como sinónimos. A veces se prefiere «acrasia» a «voluntad débil» por dos razones[cita requerida]:
- para evitar la impresión de que la voluntad como autoridad tiene que jugar un papel importante en la explicación de las acciones correspondientes y / o
- para evitar la concepción que oscurece el problema de que la voluntad es demasiado débil para realizar la intención.

### El problema filosófico
La acrasia es un caso específico de acto irracional. La acrasia ocurre cuando una persona realiza una acción A, aunque considera que la posible acción alternativa B es mejor. La acrasia se limita principalmente a acciones, pero también hay consideraciones sobre si son posibles, o en qué medida, intenciones, deseos y opiniones acráticas. Durante mucho tiempo, los actos acráticos se restringieron a los actos morales, pero hoy en día esto casi no sucede.
Para que se dé un acto acrático, la persona que actúa no puede emprender una revaluación a corto plazo, sino que debe compartir el juicio contra el que actúa hasta que se complete el acto. Por ejemplo, comer un bizcocho de crema es un acto acrático solo si la persona tiene la idea de que "es mejor no comer el bizcocho de crema" antes y durante el mismo. Por otro lado, si considera la sentencia 'Es mejor comerse el bizcocho de crema' justo antes del consumo, después de haber sido previamente de la opinión contraria, no hay caso de acrasia.
La explicación de tales acciones concierne a la teoría de la acción. Porque la ocurrencia de actos acráticos contradice el siguiente principio:
Las personas, siempre que puedan hacerlo, emprenden las acciones que consideran mejores.
Este principio se deriva de la consideración plausible prima facie: si las razones son causas para acciones, entonces la mejor razón debería ser la causa más fuerte para una acción. Por un lado, este principio parece ser la base de la acción humana; por otro lado, contradice la introspección, porque a veces parece que estamos realizando una acción deliberadamente, aunque creemos que una alternativa sería mejor y al mismo tiempo creemos de nosotros mismos que podríamos haber realizado la mejor acción. Por otro lado, los casos en los que no podríamos haber actuado de otra manera, pero tuvimos que realizar el acto considerado peor, no son casos reales de acrasia, sino de servidumbre, dependencia o adicción.
Dado que los actos acráticos parecen contradecir este principio, los filósofos han negado repetidamente que la acrasia sea posible. Esto no significa que los hechos correspondientes no puedan ocurrir. Estos son indiscutibles y, como problema práctico, no son tema para la teoría de la acción. Más bien, el problema teórico de analizar los correspondientes fenómenos de acción es controvertido.
Que la acrasia sea posible o no depende en gran parte de las condiciones bajo las cuales los correspondientes fenómenos de acción se entienden como acrasia. Los elementos decisivos son:
- Libertad
- Conocimiento (o un elemento cognitivo más débil)
- Intención

En la forma decisiva más fuerte, los tres elementos están incluidos en la definición de acrasia.
La cuestión de si hay actos acráticos o no no puede, en principio, ser completamente respondida por medios empíricos, como experimentos psicológicos, porque desde el exterior no se puede juzgar si una persona, al realizar un determinado acto, era de la opinión de antemano. que una posible acción alternativa hubiera sido mejor. Debido a esto, esta pregunta solo puede resolverse a través de la experiencia personal, los experimentos mentales y el análisis conceptual. Sin embargo, fuera de la filosofía, existe un interés en el problema de la acrasia. Sociólogos como Jon Elster, por ejemplo, abordan la irracionalidad y el problema de la acrasia en el marco de la teoría de la toma de decisiones racional. La economía, por ejemplo en el contexto de la teoría de la decisión, se ocupa del problema. Fenómenos similares se discuten en psicología bajo el título de disonancia cognitiva.

## Análisis histórico: Antigüedad griega
El problema filosófico de la Acrasia se remonta a la filosofía griega antigua. Aquí, sobre todo, se problematiza el aspecto del conocimiento. En la antigüedad cristiana, surgió el concepto de voluntad. Allí y en la Edad Media, la libertad y el pecado juegan un papel más importante en la discusión. La acrasia apenas se discute los tiempos modernos debido al predominio de las concepciones de la acción que funcionan como actos de la voluntad. Desde mediados del siglo XX, después de una crítica del concepto tradicional de la voluntad, representantes de la filosofía analítica se fijan en la Acrasia, por lo que ahora se entiende que la Acrasia actúa en contra de un mejor juicio.
La discusión griega antigua sobre la Acrasia siempre tiene lugar en el contexto de que el acrático actúa en contra de su propia eudaimonia, en contra de su propia felicidad.

### Tragedia
La cuestión de la racionalidad de las acciones está presente en la literatura griega incluso antes de Sócrates. Esto ya se aplica a la poesía griega temprana, pero es particularmente claro en Eurípides en su Medea. Actuar en contra de un mejor juicio se menciona en los siguientes versículos de Eurípides en la tragedia Hipólito. Aquí Fedra confiesa que no puede dominar sus pasiones.
Es cierto que aquí no se discute una posición filosófica. Sin embargo, este pasaje probablemente refleja una actuación contra la opinión aceptada.

### Sócrates y Platón

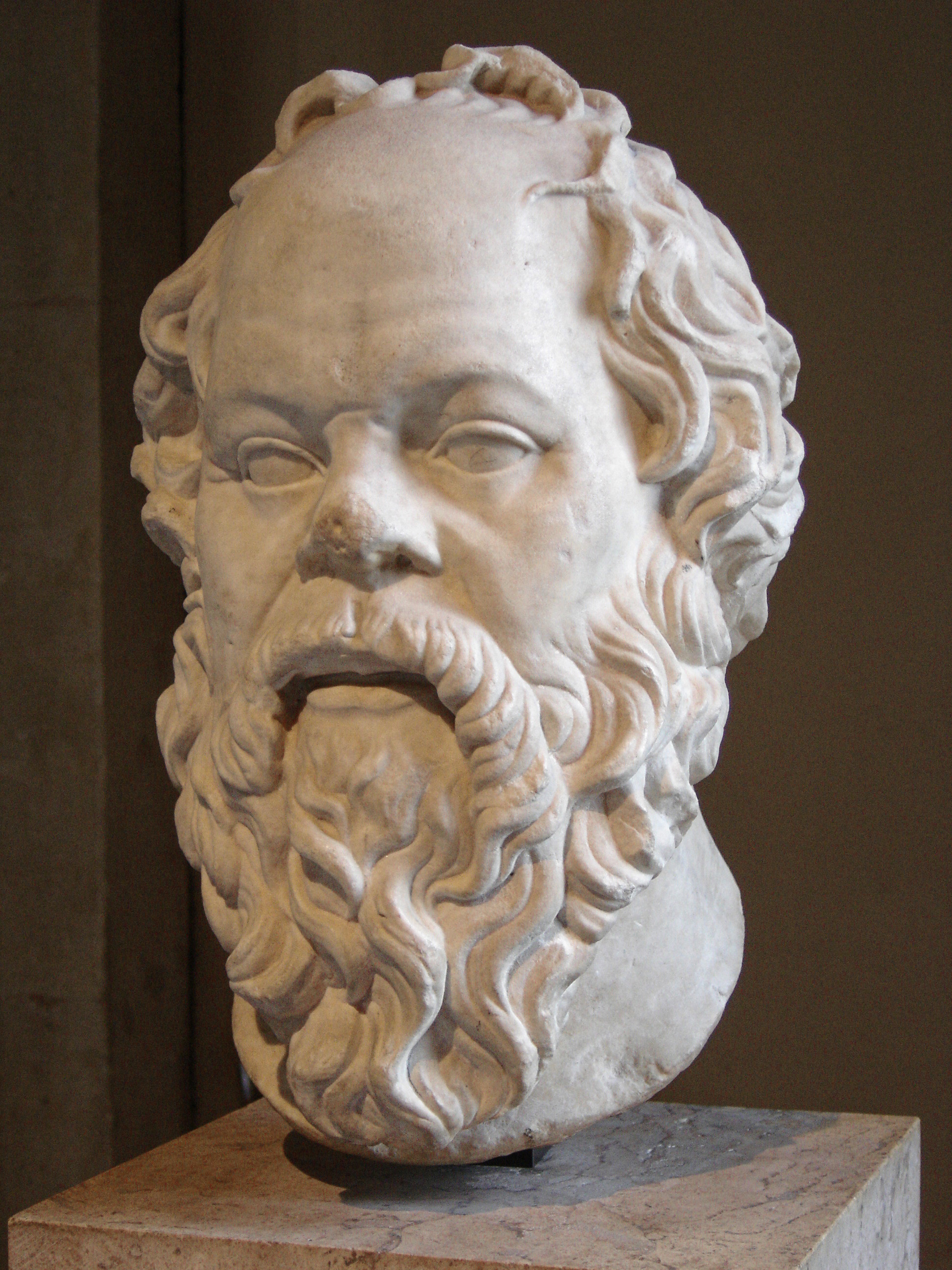
Sócrates

Dado que el propio Sócrates no escribió ninguna obra, su posición solo se ha transmitido indirectamente por sus discípulos. La fuente más importante es Platón, también Aristóteles y otra fuente son los recuerdos de Jenofonte de Sócrates. Por lo tanto, a continuación, la posición de Sócrates y Platón (en el Protágoras ) se presentan juntas usando la figura de diálogo Sócrates en el Protágoras.
“Al menos yo creo esto, que ningún sabio opina que cualquier persona está ausente del libre albedrío o logra algo nocivo (aischra) o malo (kaka) del libre albedrío (hekōn), pero saben bien que todos hacen mal, haciéndolo involuntariamente (akōn)”.
Sócrates quiere mostrar que la gente se equivoca cuando dice "que muchos que saben lo que es mejor no quieren hacerlo aunque podrían, sino hacen otra cosa". Argumenta en contra de esta posición: junto con estos oponentes presentados que consideran la Acrasia posible y dada - asume que el placer es un bien y que mayor placer es el mayor bien. Muestra que es inverosímil suponer que una persona lleva a cabo un determinado acto A que sabe que crea menos placer o más disgusto que el acto B. Sin embargo, es absurdo suponer que las personas en estos casos "han sido vencidas por la lujuria".
"Esto se convierte en un discurso ridículo cuando dices que muchas veces la gente, aunque reconoce lo malo (a kakon), todavía lo hace, independientemente de que es libre de no hacerlo porque está impulsada y aturdida por la lujuria; y luego vuelves a decir que el hombre, sabiendo lo que es bueno, no suele hacerlo, llevado por el placer momentáneo y vencido por él." 
Estos casos, según dice Sócrates en el Protágoras, pueden explicarse más bien por el hecho de que las personas no tienen un conocimiento correcto sobre el valor del placer de las dos acciones posibles; presumiblemente habrían calculado mal el valor exacto, posiblemente porque A estaba más cerca en el tiempo y B estaba más lejos. De modo que Sócrates sostiene en el Protágoras que sólo una de las dos es posible: si una persona ha realizado un acto acrático, era que no tenía el conocimiento correspondiente; si tenía el conocimiento apropiado, entonces no hará el acto erróneo. Sócrates generaliza este conocimiento adquirido en el área del placer:
"En la elección del placer y el disgusto, es decir, lo bueno y lo malo (kaka) falta lo que falta debido a la falta de conocimiento (epistēmē)".
Dado que el conocimiento para Sócrates y el primer Platón es idéntico a la virtud (Arete), es una condición necesaria y suficiente para alcanzar la felicidad. Según esta posición, un acrático actúa contra de sus mejores intereses.

### Aristóteles
Aristóteles se ocupa de Akrasia en la Ética a Nicómaco VII 1-11. Allí se encuentra la discusión sistemáticamente más importante de la Acrasia. Aristóteles describe la Acrasia como una disposición de carácter, entre otras, que debe evitarse. Se relaciona con la tesis formulada por Sócrates de que tal acción y el conocimiento no pueden ocurrir al mismo tiempo.
"Porque sería - como pensaba Sócrates - extraño que cuando, aunque se tenga conocimiento (epistēmē), se deje dominar por algo más y se arrastre como un esclavo. Sócrates rechazó por completo la concepción en cuestión, convencido de que no existía la falta de moderación. Nadie, solía decir, actúa contra lo mejor creyendo que lo está haciendo, sino por ignorancia." 
Según Aristóteles, la Acrasia ocurre principalmente en acciones asociadas con el placer físico (comer, beber y la sexualidad) y otro tipo ocurre con la ira. Aristóteles hace una distinción más precisa entre dos tipos de Acrasia: apresuramiento (propeteia) y debilidad (astheneia). En consecuencia, hay cuatro tipos de Acrasia para Aristóteles:
1. Debilidad asociada con la lujuria o la gula
2. Apresuramiento asociado con la lujuria o la gula
3. Debilidad asociada con la ira
4. Apresuramiento asociado con la ira

#### Dos tipos de explicación y el silogismo práctico
Aristóteles argumenta en contra de la tesis del intelectualismo socrático de que no es posible actuar en contra del mejor juicio. Porque esto contradice los fenómenos o los puntos de vista comunes sobre la acción. Trata de mostrar cómo debe ser el conocimiento de un ácrático, es decir, aclarar la pregunta “si el descontrolado acrático actúa a sabiendas o no y en qué sentido de 'saber' uno puede ser conscientemente descontrolado." 
Para ello, utiliza dos tipos diferentes de explicación: una dialéctica (logikôs), es decir, conceptual, y una natural-filosófica o científica (physikôs). Para explicar la Acrasia, recurre al modelo del silogismo práctico. Según este modelo, una acción tiene lugar exactamente cuando una determinada característica concreta (aquí: 'dulce') cae bajo una oración mayor, es decir, un juicio general. Según Aristóteles, la conclusión corresponde a una acción.
| El silogismo práctico                           |
| ----------------------------------------------- |
| Premisa: Hay que luchar por las cosas dulces.   |
| Base: esto es dulce.                            |
| Conclusión: Hay que esforzarse por conseguirlo. |

(Nota: un silogismo práctico para Aristóteles no siempre existe en esta forma simple con dos premisas, que, en aras de la simplicidad, se tomarán como base a continuación.)

#### La explicación dialéctica
En la explicación dialéctica, Aristóteles distingue diferentes tipos de conocimiento. Con esto trata de explicar cómo puede ser que un ácrático posea el conocimiento que la llevaría a una acción correspondiente, pero no lo hace.
El ácrático solo tiene el conocimiento, pero no lo usa, al igual que un matemático tiene la capacidad de calcular, incluso cuando no está haciendo la actividad. Aristóteles también enumera las formas en que un acrático puede tener conocimiento sin usarlo.
“Porque si tenemos conocimiento y no lo aplicamos, vemos que tenerlo se convierte en algo completamente diferente, de modo que en esos casos uno tiene conocimiento de cierta manera como, por ejemplo, pasa con personas que están dormidas, locas o borrachas. [...] Porque el conocimiento tiene que crecer junto con las personas; pero eso lleva tiempo. Así que hay que asumir que los descontrolados hablan como lo hacen los actores." 
Las distinciones anteriores entre conocimiento en los acráticos parecen relacionarse con proposiciones importantes, juicios generales. De otra forma, el subconjunto es deficiente. Los ácráticos conocen una frase general (por ejemplo: "Todo lo dulce es perjudicial para la salud"); sin embargo, no le atribuyen la propiedad correspondiente ('dulce') al objeto concreto en cuestión que quieren comer.

#### La explicación filosófica natural
En la explicación filosófica-natural, Aristóteles ofrece una explicación de la razón por la que la acción acrática se produce, aunque tenga conocimiento de una acción mejor. Aristóteles asume aquí dos silogismos prácticos en competencia: un silogismo de la razón y un silogismo del deseo. El deseo (epitimia) previene o suprime el subconjunto correspondiente del silogismo de la razón.
| Silogismo de la razón                                       | Silogismo del deseo                             |
| ----------------------------------------------------------- | ----------------------------------------------- |
| Premisa: debe evitarse lo que es perjudicial para la salud. | Premisa: Hay que luchar por las cosas dulces.   |
| Base: Esto es perjudicial para la salud.                    | Base: Esto es dulce.                            |
| Conclusión: [/]                                             | Conclusión: Hay que esforzarse por conseguirlo. |

El conocimiento del acrático también difiere según el tipo de Acrasia. En el caso de apresuramiento o impulsividad, el acrático salta directamente a la conclusión del deseo. En el caso de la debilidad el acrático conoce de alguna forma (no definida con precisión) la conclusión de la razón pero no la sigue. De esta manera el acrático actúa contra el mejor conocimiento ('lo que es dañino para la salud debe evitarse'), que él mismo - de cualquier manera - posee. Aristóteles no comenta la relación exacta entre explicaciones dialécticas y filosóficas naturales.
Así que Aristóteles explica la Acrasia diciendo que el acrático no tiene conocimiento real; en esa medida, su posición no está lejos de la de Sócrates. Pero se diferencia del socrático en que para él los afectos - mayormente el deseo - son la causa de la akrasia. Éstos compiten con la razón, la debilitan o la burlan.

### Antigüedad posterior no cristiana
Las opiniones de la siguiente filosofía antigua sobre la Acrasia solo se han conservado de forma limitada y se han transmitido principalmente a través de informes de terceros y, por lo tanto, con menor precisión. Según los informes de Plutarco y Galeno, por ejemplo, la mayoría de los estoicos deberían haber argumentado, en gran parte basándose en Sócrates, que la Acrasia no es posible. A diferencia de Sócrates, Crisipo y otros representantes del antiguo Stoa no explican los correspondientes fenómenos de acción mediante la ignorancia, sino mediante un cambio de decisión erróneo, una revaluación a corto plazo de la situación por parte del agente.

## Antigüedad cristiana y Edad Media
El concepto de voluntad en el sentido actual no juega un papel en la discusión griega antigua sobre la acrasia. Los griegos no tienen un concepto de voluntad en el sentido de poder de decisión independiente de otras facultades psíquicas (liberum arbitrium).
En este sentido, el término "voluntad" probablemente solo entró en la discusión a través de la tradición judeocristiana y ha jugado un papel importante durante mucho tiempo. En términos de historia cultural, la voluntad de Dios parece originalmente relevante para el problema. Para hacer lo correcto, el actor tiene que hacer la voluntad de Dios. Según este entendimiento, la Acrasia es principalmente una violación de la voluntad de Dios, es decir, es un pecado.

### San Pablo
Pablo hace una contribución importante a la tradición cristiana posterior en su Epístola a los romanos :
“Yo no hago lo que quiero (thelein); sino hago lo que odio. Pero si hago lo que no quiero, admito que la ley es buena. Así que no soy yo quien lo hace, sino el pecado que habita en mí ” 15–16    .
Aquí Pablo explica la relación entre el hombre y la ley divina. Describe al actor dividido porque no se comprende a sí mismo; el acto odiado realiza el pecado (en el peor de los casos por obsesión), no él mismo, ya que no quiere hacerlo. En esta “tesis de un perpetrador dividido”, se expresa implícitamente la opinión de que no es posible actuar contra un mejor conocimiento en el verdadero sentido.

### San Agustín
El enfoque principal de San Agustín está en el problema teológico del libre albedrío y el pecado original. Con él está en primer lugar el concepto de voluntad, que es un órgano de toma de decisiones independiente del pensamiento y que puede oponerse a él. Suponiendo una voluntad tan autónoma, actuar en contra de un mejor juicio no tiene problema. Agustín está preocupado por un problema relacionado que se expresa en el pasaje paulino anterior: ¿Cómo puede el espíritu darse a sí mismo mandamientos que no obedece? Sobre la base del deseo sexual, Agustín describe su concepción de que el espíritu del hombre muestra una agitación interior en dos voluntades, una vieja, carnal (voluntas carnalis) y una nueva, espiritual (voluntas espiritualis).
“Así que en mí, dos voluntades, una vieja y una nueva, una carnal (voluntas carnalis), la otra espiritual (voluntas espiritualis), se pelearon entre sí, y su pelea desgarró mi alma." 
Cuando estas dos voluntades entran en conflicto, la mente desea tanto la acción A como la acción opuesta, no A. Si el ego, que es libre en su decisión, decide por una acción, la voluntad correspondiente se convierte en lo relevante para la acción (voluntas tota).
“Pero no es una decisión completa. Porque el espíritu manda sólo en la medida en que quiere y en la medida en que no lo quiere, tampoco sucede lo que manda. Porque la voluntad manda que no será otro que él mismo. Pero él no manda completamente, así que lo que manda tampoco sucede. […] Entonces hay dos voluntades, porque una de ellas no está completa, y lo que falta en una, la otra lo ejecuta." 
Sin embargo, la acción ocurre 'contra la voluntad' (invitus), querida y sin embargo desechada. La causa del conflicto de voluntades es el pecado, en última instancia el pecado original. Estar atrapado en el pecado lleva al hombre a no reconocer claramente lo que es verdaderamente bueno; si pudiera ver claramente lo que es realmente bueno, no actuaría contra ello. En consecuencia, solo a través de la gracia de Dios una persona puede hacer lo que realmente quiere.
En la medida en que Agustín defiende un concepto de voluntad que permite la Acrasia, se puede decir que claramente considera que la Acrasia es posible. Sin embargo, esto debe limitarse ligeramente en cierto sentido. Porque en la medida en que Agustín adopta el punto de vista, "si el hombre reconociera lo que es verdaderamente bueno, no actuaría en contra de ello", comparte una preocupación escéptica acerca de un concepto muy fuerte de Acrasia. Así, según Agustín, una condición para las acciones acráticas es la ignorancia humana autoinfligida.

### Edad Media
El problema de las acciones contra el buen juicio formuladas en la antigua Grecia fue poco discutido durante mucho tiempo. Los intentos de analizar la idea agustiniana de "hacer algo en contra de la voluntad" (invitus facere) se acercan más al problema. Esta discusión se extiende desde Anselmo de Canterbury a través de Petrus Abelardus y Petrus Lombardus hasta el siglo XIII. Con el Renacimiento de Aristóteles en el siglo XIII y especialmente la traducción latina de Robert Grosseteste de la Ética a Nicómaco, los problemas formulados en la antigüedad y en particular la interpretación aristotélica de la Acrasia son recibidos, discutidos y comentados. La Acrasia se tematiza así expresamente como un problema filosófico bajo el término latino incontinentia. 
Alberto Magno encontró uno de los primeros vínculos entre el concepto de pecado de Agustín y la visión aristotélica de que actuar en contra de un mejor juicio es problemático. La solución de Alberto al problema consiste en el hecho de que la persona en cuestión actúa por desconocimiento de la elección (ignorantia choiceis), ya que el deseo suprime la ejecución del silogismo de la razón. Alberto también considera la posibilidad de que las acciones acráticas no planteen un problema en la medida en que no haya certeza real en el área de inferencias prácticas relevantes para la acción y, por lo tanto, no puedan ocurrir acciones contra un mejor juicio.
Tomás de Aquino habla de la Acrasia - en su comentario sobre la Ética a Nicómaco - en la Summa theologica. Toma la posición de que la Acrasia es posible con restricciones. El deseo encadena la razón ), de modo que el principio subordinado del silogismo práctico de la razón (p. Ej. B. 'Esto es perjudicial para la salud') se suprime y la conclusión lógica no se produce. Como resultado, el acrático no lleva a cabo la acción que considera mejor. El silogismo del deseo determina la acción. Según Tomás, el acrático no actúa por libre albedrío (ex choicee) en la medida en que la razón está atada por el deseo. Pero todavía hay una opción antes de la acción. Porque, por otro lado, el ácrático elige perseguir el deseo sabiendo que está cometiendo un pecado con el acto.
Walter Burleigh agrega otra alternativa dentro de la interpretación aristotélica tradicional. Establece el punto en el curso de la acción en el que al acrático se le impide hacerlo mejor: no es la razón lo que se suprime, sino la ejecución física. El deseo no suprime ninguna premisa en el silogismo práctico, por lo que la razón no está encadenada; el silogismo de la razón llega a la conclusión. En cambio, el deseo del ácrático obstaculiza la realización física del acto de modo que el cuerpo no obedece a la razón.
En la filosofía escolástica medieval, la posición aristotélica se discute principalmente y se representan versiones modificadas de la misma. Por otro lado, especialmente por parte de los franciscanos (en el Correctorium fratris Thomae, en el que se critican las enseñanzas de Tomás de Aquino) en la tradición de Agustín postulan una voluntad que puede oponerse a la razón.

## Edad Moderna
Desde el comienzo de la era moderna hasta la segunda mitad del siglo XX, la Acrasia apenas se discutía como un problema filosófico. Una razón para esto es que las posiciones voluntarias - que postulan una voluntad independiente de otras facultades - prevalecen hasta mediados del siglo XX. Como resultado, las acciones contra un mejor juicio rara vez se discuten como un problema filosófico. René Descartes, por ejemplo, en Pasiones del alma no considera tales acciones como un problema teórico, sino solo práctico.
Otra razón es que la Acrasia solo representa un problema teórico si se comparte la siguiente tesis, que expresa una conexión especial entre pensar y actuar: Una persona prefiere plausiblemente una acción A sobre B, porque piensa que A es mejor que B. Se pueden distinguir dos razones por las que esta tesis no siempre se comparte sin reservas en los tiempos modernos: o las causas de las acciones se entienden como externas a la persona o, si son internas, se entienden no como mentales, sino como puramente fisiológicas .
Desde Descartes, Spinoza y otros filósofos ha existido desde el siglo XVII la tendencia a entender a los humanos esencialmente como una máquina que puede describirse puramente causal y mecánicamente. Una metáfora de uso frecuente es el reloj mecánico (p. Ej. Descartes en el Discours de la méthode V) o el "autómata espiritual" (en el Tratado de la reforma del entendimiento de Spinoza). El problema de la acción guiada por pasiones y en contra del mejor juicio ocupa un lugar importante en el racionalismo moderno y constituye un núcleo problemático clave de sus obras, sobre todo en el Tratado de las pasiones (donde Descartes propone el cultivo de emociones como la generosidad para contrarrestar las pasiones de origen corpóreo en el pasaje de la segunda a la tercera parte) y la Ética (donde el problema de la "servidumbre" de los afectos ocupa toda la cuarta parte de la obra y constituye un problema de autoconocimiento). En segundo lugar, el esfuerzo por hacer algo se ve como un proceso puramente fisiológico que es completamente independiente del pensamiento, análogo al dolor.
Sin embargo, los pensadores modernos también tocan teóricamente el campo más amplio del problema de las acciones y no dan por sentado que se elige la mejor acción. El propio John Locke, por ejemplo, en Un ensayo sobre la comprensión humana defiende la tesis de que el bien solo determina la voluntad, y la mejor acción solo se lleva a cabo cuando el deseo lo permite, según la cual la Acrasia no es un problema teórico. Sin embargo, admite que la noción de que "el bien mayor determina la voluntad" parece prima facie plausible, y que también creyó que esto era correcto durante mucho tiempo.
"Parece una máxima tan establecida por el consentimiento general de toda la humanidad, que el bien, el bien mayor, determina la voluntad, que no me sorprende en absoluto que, cuando publiqué por primera vez mis pensamientos sobre este tema, lo dí por sentado ".

## Segunda mitad delsigloXX
En 1949 Gilbert Ryle presentó una poderosa crítica del concepto de voluntad con The Concept of Mind. En 1963, Elizabeth Anscombe siguió su ejemplo con una alternativa influyente al modelo de acción deliberada basado en la voluntad. En consecuencia, para ella no son los actos de voluntad los que explican las acciones, sino las razones. Sobre esta base, desde mediados del siglo XX los filósofos del siglo vuelven cada vez más al problema de la Acrasia.
Una contribución importante proviene de RM Hare. La "debilidad moral" prevé que su teoría del prescriptivismo es un desafío porque también concibe el juicio moral como un vínculo motivacional. El prescriptivismo afirma que considerar cierto juicio moral U como verdadero significa esforzarse por actuar en consecuencia en la situación U correspondiente y hacerlo, si es posible. Según esto, no debería ser posible considerar el acto A como moralmente correcto, y sin embargo realizar el acto B, que se considera moralmente incorrecto. O la persona piensa que A es correcto, entonces también está motivada en consecuencia; o si no está debidamente motivada, tampoco considera que la acción A sea correcta. Los enfoques de Hare intentan explicar los fenómenos correspondientes, por un lado, con la incapacidad psicológica y, por otro lado, con una forma externa y debilitada de "deber".

### Davidson

#### Expansión del área temática
La contribución más importante y sistemáticamente fundamental al problema que ha determinado el debate filosófico hasta el día de hoy es el ensayo de Donald Davidson, publicado en 1970: ¿Cómo es posible la voluntad débil?. Según Davidson, hay actos acráticos fuera de las áreas del placer físico que han sido los clásicos desde Aristóteles. Además, Davidson no quiere que la Acrasia, como con Hare, se restrinja al área de la moralidad y los correspondientes intentos de explicación.
"Cuando se aborda el problema de la incontrolabilidad, se recomienda que uno se detenga en aquellos casos en los que la moralidad no aparece en escena como uno de los solicitantes de nuestro favor - o en los que, si aparece, está en el lado incorrecto". Entonces no sucumbiremos a la tentación de querer atribuir la falta de control a casos especiales en los que uno se ve abrumado por su yo más débil, por ejemplo, o no obedece al llamado del deber, o sucumbe a la tentación. " 
La atención más importante se refiere a la actitud cognitiva del ácrático. La Acrasia no solo existe cuando alguien actúa en contra del mejor juicio. Más bien, es suficiente que el agente actúe en contra de su propio mejor juicio .El enfoque de Davidson
El enfoque de Davidson se basa en la idea de que un juicio del tipo 'X es mejor que Y' debe interpretarse de dos maneras diferentes en los diferentes puntos del proceso de toma de decisiones para una acción. El juicio al que llega el acrático después de sopesar todas las razones es un juicio condicional, prima facie. El juicio final, en cambio, que corresponde al acto acrático, es un juicio incondicional.
En el condicional, se trata de un juicio prima facie relativo a una cierta cantidad de información que tiene el agente. El juicio final, incondicional, por otro lado, corresponde a la acción (acrática).
Juicio integral: prima facie (A es mejor que B), (Léase: 'A es mejor que B en relación con toda la información relevante conocida por el agente'
Veredicto final: B es mejor que A.
(i) « Prima facie, en general, es mejor no comerse el bizcocho de nata que comérselo. '
(ii) 'Es mejor comerse el bizcocho de nata que no comerlo. '
Davidson justifica el hecho de que los juicios generales solo son válidos prima facie con una analogía con las inferencias de probabilidad. En ambos casos, las cláusulas mayores condicionales de un silogismo no están todas cuantificadas porque no pueden aplicarse sin restricciones.Según Davidson, el acrático no representa ningún juicio lógicamente conflictivo. Davidson no quiere explicar la Acrasia "como un simple error lógico". Entonces, en cierto sentido, 'A es mejor que B' también se sigue de 'A es en general mejor que B'. El hecho de que el acrático no saque esta conclusión no es un error lógico, sino que más bien viola "el principio de autocontrol": "Realizar la acción que se considere la mejor sobre la base de todas las razones relevantes disponibles". No hay razón para actuar libre y deliberadamente contra lo que se considera lo mejor. Para Davidson, lo que tiene de especial la Acrasia es que “el agente no puede entenderse a sí mismo: reconoce algo esencialmente irracional en su propio comportamiento deliberado." 

#### Críticas a Davidson
Sobre todo, la solución de Davidson es criticada por el todo considerado. En ese sentido es cuestionable si es posible la separación de los juicios generales y los juicios finales, no condicionales, efectivos para la acción, ya que quizás todo juicio general debe entenderse como no condicional. (Ver. Grice / Baker) También se podría argumentar que la frase, considerando todo, no incluye algunos casos de Acrasia. Finalmente, es cuestionable si el acrático sólo actúa contra juicios prima facie generales, pero nunca contra juicios incondicionales, nunca contra sus intenciones.
En una publicación posterior, Davidson complementó su solución con una respuesta, que se acerca a algunos supuestos del psicoanálisis, en la pregunta de cómo es posible que la razón que desencadena la acción no sea la mejor razón. La mente humana debe entenderse como un sistema de al menos dos subsistemas superpuestos. En un subsistema, no hay mejores razones para la razón acrática que desencadena la acción. En otro hay una ponderación completa de todas las razones, en la que hay una razón mejor, pero que no desencadena la acción.